# Jugoslavia ai Giochi della XXIV Olimpiade
La Jugoslavia partecipò ai Giochi della XXIV Olimpiade, svoltisi a Seul, Corea del Sud, dal 17 settembre al 2 ottobre 1988, con una delegazione di 155 atleti impegnati in diciotto discipline.

## Medaglie
| Medaglia | Nome       | Sport      | Evento          |
| -------- | ---------- | ---------- | --------------- |
| Oro      | Jugoslavia | Pallanuoto | Torneo maschile |

## Risultati

### Pallanuoto
| Atleta | Classifica |                       |
| --- | --- | --------------------- |
| V · D · M Nazionale maschile jugoslava di pallanuoto · Giochi olimpici - Seul 1988 1 Šoštar · 2 Lušić · 3 Šimenc · 4 Bukić · 5 Đuho · 6 Andrić · 7 Vičević · 8 Gočanin · 9 Bezmalinović · 10 Paškvalin · 11 Milanović · 12 Rađenović · 13 Posinković · CT : Ratko Rudić | Oro |                       |
| Nazionale maschile jugoslava di pallanuoto · Giochi olimpici - Seul 1988 | |                       |
| 1 Šoštar · 2 Lušić · 3 Šimenc · 4 Bukić · 5 Đuho · 6 Andrić · 7 Vičević · 8 Gočanin · 9 Bezmalinović · 10 Paškvalin · 11 Milanović · 12 Rađenović · 13 Posinković · CT: Ratko Rudić                                                                                     | 1 Šoštar · 2 Lušić · 3 Šimenc · 4 Bukić · 5 Đuho · 6 Andrić · 7 Vičević · 8 Gočanin · 9 Bezmalinović · 10 Paškvalin · 11 Milanović · 12 Rađenović · 13 Posinković · CT: Ratko Rudić | Jugoslavia (bandiera) |